# قطبی (فیلم)
قطبی (انگلیسی: Polar) فیلمی در سبک اکشن، ماجراجویی، مهیج و جنایی به کارگردانی یوناس اوکرلند است که در سال ۲۰۱۹ منتشر شد. از بازیگران آن می‌توان به مس میکلسن، ونسا هاجنز، کاترین وینیک و مت لوکاس اشاره کرد.